# アポロ・シアター
アポロ・シアター（Apollo Theater、アポロ劇場）は、ポピュラー音楽においてアメリカ合衆国の著名なクラブの一つであり、アフリカ系アメリカ人（黒人）のミュージシャンやアーティストが中心の有名クラブである。
ニューヨーク市マンハッタン区内の黒人居住地区「ハーレム」の125丁目に位置し、毎年130万人が訪れるニューヨークの観光名所の一つとなっている。

## 歴史

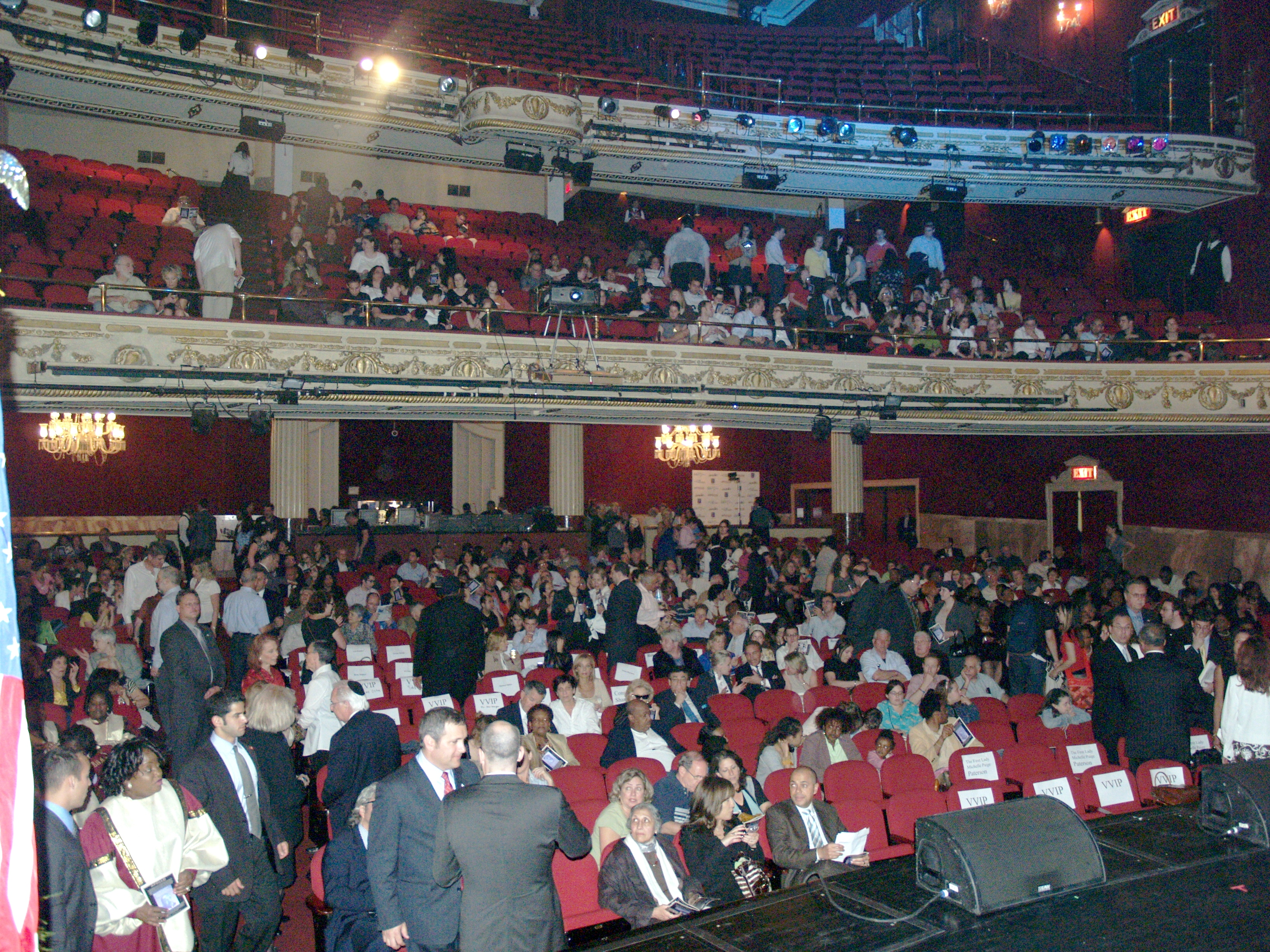
ステージから見た客席

1860年代中頃にエドワード・フェレーロによりダンスホールとして設立され、彼のリース期間が切れた1872年に劇場に転換された。その後閉鎖されるが「アポロ・シアター」の名前は受け継がれ、1913年に新しくアポロ・シアターが設立された。現在の建物は建築家ジョージ・M・カイザーの設計でこの時に建てられた。この時は、「白人オンリー」であり、ジュールズ・ハーティグとハリー・シーモンによって運営される、バーレスク・スタイルの劇場だった。1932年にシドニー・S・コーエンがこの劇場の新しいオーナーとなり、1934年には黒人のエンターテイナーを雇う、ニューヨークで唯一の劇場として新しくオープンし、黒人文化の象徴的存在となった。スイング時代のバンドでは、デューク・エリントン、ディジー・ガレスピー、チック・ウェッブ、カウント・ベイシー、そしてアンディ・カーク、ダンスは、ビル・ロビンソン、ニコラス・ブラザーズ、カーメン・デ・ラバレードとジェフリー・ホルダー、ベリー・ブラザーズ、バック・アンド・バブルズが出演した。また、バタービーンズやスージーなどのコミック・アクトも、アポロのステージに登場した。
アポロはまた、ティム・ムーア、ステッピン・フェチ、マムズ・メイブリー、デューイ・"ピグミート"・マーカム、クリントン・"ダスティ"・フレッチャー、ジョン・"スパイダー・ブルース"・メイソン、ジョニー・リーなどの昔のボードビルのお気に入りのパフォーマンスや、当時の若手喜劇人、ビル・コスビー、ゴッドフリー・ケンブリッジ、ラワンダ・ページ、リチャード・プライヤー、ルディ・レイ・ムーア、そしてレッド・フォックスも登場した。
ゴスペル界からアポロ出演を果たしたのは、ザ・ステイプル・シンガーズ、マヘリア・ジャクソン、クララ・ウォードらだった。
白人として初めてアポロ・シアターのステージに立ったのは1957年8月16日出演のバディ・ホリー＆ザ・クリケッツだったが、ブッキング・エージェントは白人と知りながら彼らに出演依頼をしたのではなく、R&Bバンドのクリケッツと間違えてブッキングをしてしまったのだという。観客は彼らを見て戸惑ったが、最終的に受け入れ好評の内にステージは終了した。
1934年以来、アマチュアの歌手やダンサーが出演する人気イベント「アマチュア・ナイト」が行われている。プロへの登竜門といわれ、エラ・フィッツジェラルド、ビリー・ホリデイ、ジェームス・ブラウン、ダイアナ・ロス、マーヴィン・ゲイ、ジャクソン5、スティーヴィー・ワンダー、アレサ・フランクリン、ベン・E・キング、ローリン・ヒル、サラ・ヴォーンなど多くのスターを輩出してきた。毎週水曜日に開催され、観客の拍手で優勝者が決まり、上位入賞者は1ヶ月に1度行われる「ショー・オフ」に出場、さらに上位入賞すれば3ヶ月に1度行われる「トップ・ドッグ」に出場できる。さらに勝ち抜けば年間チャンピオンを決める「スーパー・トップ・ドッグ」に出場できる。「スーパー・トップ・ドッグ」まで出場を進めたものは、この劇場版アマチュア・ナイトから全米放送のテレビ版アマチュア・ナイト「Showtime at the Apollo」への切符をオーディションやスカウトなしで手にすることが出来る。反対にブーイングを浴びると、箒で舞台から掃き出されパフォーマンス途中で強制退場させられる。
「Showtime at the Apollo」は昔は劇場版と同じく歌、ダンスなど全てのジャンルが同じ土俵で競っていたが、現在では歌部門とダンス部門に別れている。歌部門では連続3回勝つとシーズン最後の決勝に進む事ができ、ダンス部門では毎回勝ち抜きでシーズン最後の決勝大会で勝った者が年間優勝となる。
1975年に資金難や治安の悪化から一時閉館したが、1983年にニューヨーク市歴史建造物およびアメリカ合衆国国家歴史登録財の認定を受けて復活し、アマチュア・ナイトも1985年から再開された。1991年にニューヨーク州が経営を引き継ぎ、現在は非営利団体によって運営されている。

## アフロ・アメリカンの出演者
- ビリー・ホリディ
- ウィルソン・ピケット
- アレサ・フランクリン
- スモーキー・ロビンソン
- マーヴィン・ゲイ
- グラディス・ナイト
- ベン・E・キング
- サラ・ヴォーン

## 録音
- ジェームス・ブラウン
- B.B.キング
- マーヴァ・ホイットニー
- ボブ・マーリー
- クライド・マクファター
- マイティ・クラウズ・オブ・ジョイ
- パティ・ラベル

## 本牧アポロシアター
- 1989年、神奈川県横浜市中区に開業したショッピングセンター、マイカル本牧には、当劇場と提携した多目的ホール『本牧アポロシアター』が存在した。運営は当初、グループの音楽・広告事業会社・ハミングバードが担当、その後ニチイ直営となった。アマチュア・ナイトも行われ、コルベッツはこれをきっかけにCDデビューしている

## 日本からの出演者

### 単独公演
- 和田アキ子（2008年9月29日　デビュー40周年「40th Anniversary Concert "Power & Soul"」 ※東洋人初）
- 藤井風（2024年6月2日、3日※追加公演　「Fujii Kaze and the piano U.S. Tour」）予定[7]

### アマチュア・ナイト出演

#### 歌手
- JunTA （ヴォイトレ・マスター認定ヴォーカル・コーチ）
- 平井堅（ゲスト出演）
- 清水翔太
- TiA
- 櫻（2014年）
- 高橋あず美
- 青野紗穂
- 嘉門達夫（2005年1月 、強制退場&半年間出入り禁止）
- HUMAN SOUL（1991年）
- Nob
- 島太星（2018年）[8]

#### ダンサー
- 田中傑幸
- 上野隆博
- 蛯名健一
- 夏まゆみ（1993年）
- LINA WORLD
- CHAPPA RANKS a.k.a. CHAPPIE RANKS
- EdeeT アニメーション・ダンス・チーム
- 原口沙輔（SASUKE）（2014年）

## 書籍
- ジャック・シフマン『黒人ばかりのアポロ劇場』（1971年、日本語版-1973年：武市好古訳、土曜社より2022年復刊）